# 베케시구

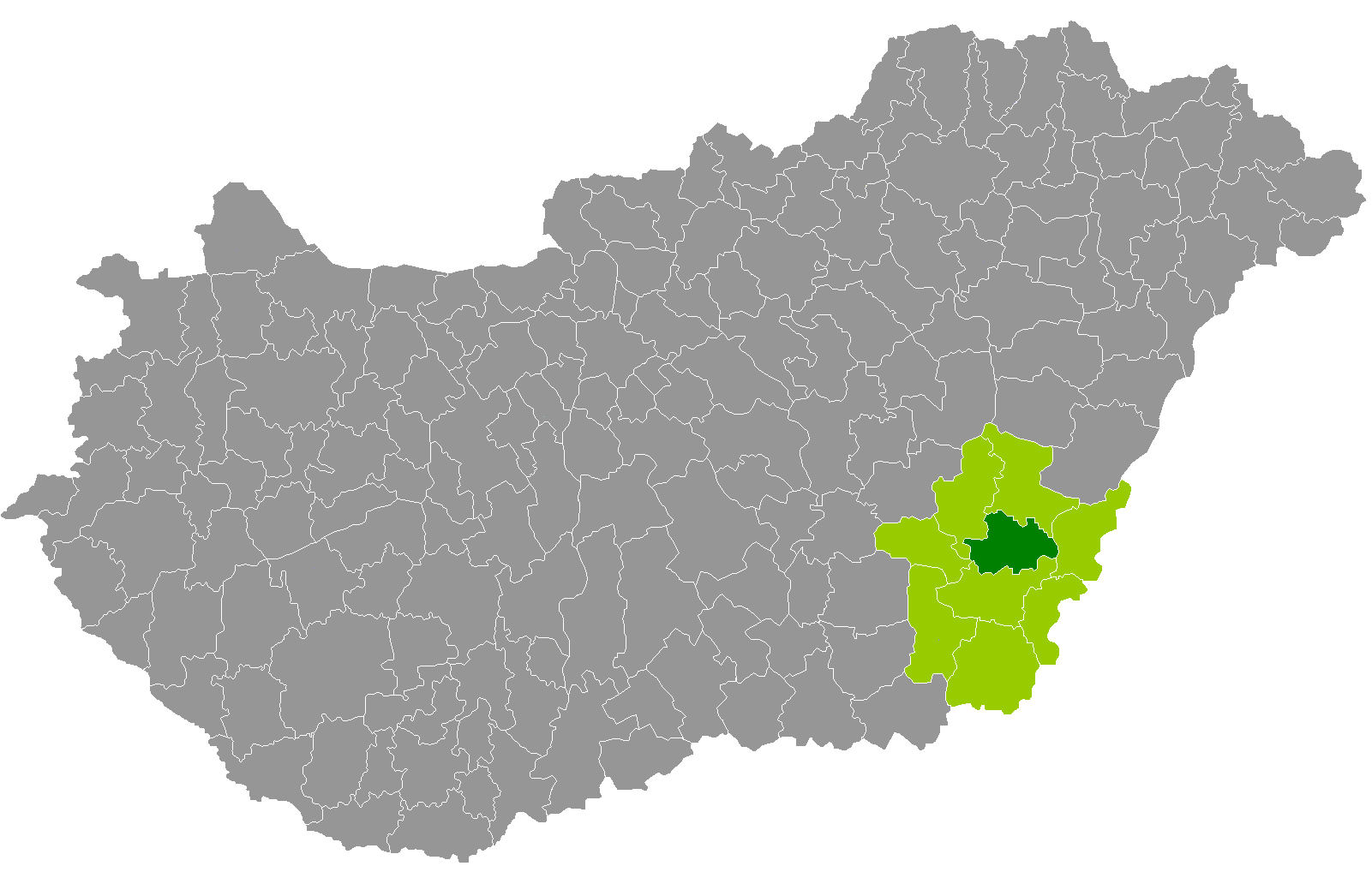
베케시주 지도에 표시된 베케시구의 위치

베케시구(헝가리어: Békési járás)는 헝가리 베케시주에 위치한 구로 구청 소재지는 베케시이며 면적은 525.24km2, 인구는 37,409명(2011년 기준), 인구 밀도는 71명/km2이다.
북쪽으로는 세그헐롬구, 동쪽으로는 셔르커드구, 남쪽으로는 베케슈처버구, 서쪽으로는 서르버시구, 조머엔드뢰드구와 접한다. 7개 지방 자치체(2개 시, 5개 마을)를 관할한다.

구 문장